# Alexandra Eremia
Alexandra Eremia född den 19 februari 1987 i Bukarest, Rumänien, är en rumänsk gymnast.
Hon tog OS-guld i lagmångkampen och OS-brons i bom i samband med de olympiska gymnastiktävlingarna 2004 i Aten.